# Glambecker Straße 3 (Neustrelitz)

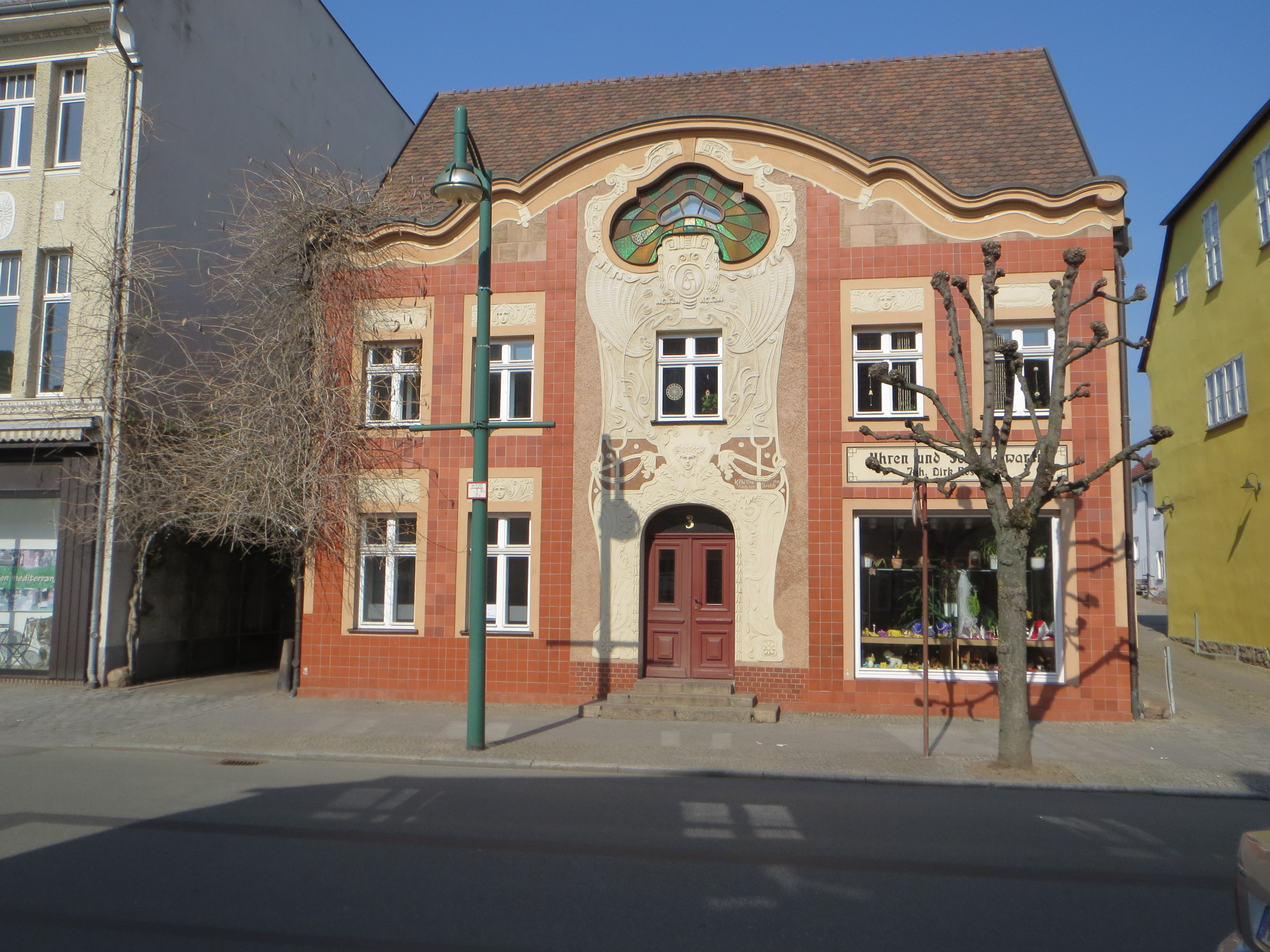

Die Fassade des Wohn- und Geschäftshauses Glambecker Straße 3 in Neustrelitz (Mecklenburg-Vorpommern) stammt von 1909/10 und steht unter Denkmalschutz.

## Geschichte
Die Residenzstadt Neustrelitz mit 20.151 Einwohnern (2020) wurde erstmals 1732 erwähnt.
Das ursprünglich eingeschossige Fachwerkgebäude vom Ende des 18. Jahrhunderts wurde 1889 ausgebaut und aufgestockt. Aus einer Bäckerei wurde die Gaststätte Deutsches Haus. 1907/08 erwarb der Gastwirt August Selig das mittlerweile baufällige Haus. Das zweigeschossige barockisierende verputzte Gebäude mit der wellenförmig geschwungenen Dachtraufe erhielt 1909/10 die bekannte prägende Jugendstilfassade nach einem Entwurf des Architekten K. Hüttner aus Altstrelitz. Mitte der 1950er Jahre erweiterte sich die Gastwirtschaft um eine Pension.
Das Gebäude verfiel bis 1990. Im Rahmen der Städtebauförderung konnte von dem Gebäude nur die Fassade gerettet und nach 2000 saniert werden. Auch die Initialen von August Selig und der Name des Architekten wurden wieder sichtbar gemacht.